# Saint-Sylvestre (Górna Sabaudia)
Saint-Sylvestre – miejscowość i gmina we Francji, w regionie Owernia-Rodan-Alpy, w departamencie Górna Sabaudia.
Według danych na rok 1990 gminę zamieszkiwało 378 osób, a gęstość zaludnienia wynosiła 71 osób/km² (wśród 2880 gmin regionu Rodan-Alpy Saint-Sylvestre plasuje się na 1254. miejscu pod względem liczby ludności, natomiast pod względem powierzchni na miejscu 1492.).